# جيمس أ. بيترز
جيمس أ. بيترز (بالإنجليزية: James A. Peters)‏ هو عالم زواحف وعالم حيوانات أمريكي، ولد في 13 يوليو 1922 في ديورانت في الولايات المتحدة، وتوفي في 18 ديسمبر 1972 في واشنطن العاصمة في الولايات المتحدة.